# Nghề nhiếp ảnh Lai Xá
Lai Xá là một làng thuộc xã Kim Chung, huyện Hoài Đức, thành phố Hà Nội. Ngôi làng này nổi tiếng với nghề nhiếp ảnh, là nơi khởi nguồn của nghệ thuật nhiếp ảnh tại Việt Nam, đồng thời là nơi bảo tàng nhiếp ảnh đầu tiên của Hà Nội được đi vào hoạt động.

## Lịch sử

### Ông tổ làng nghề

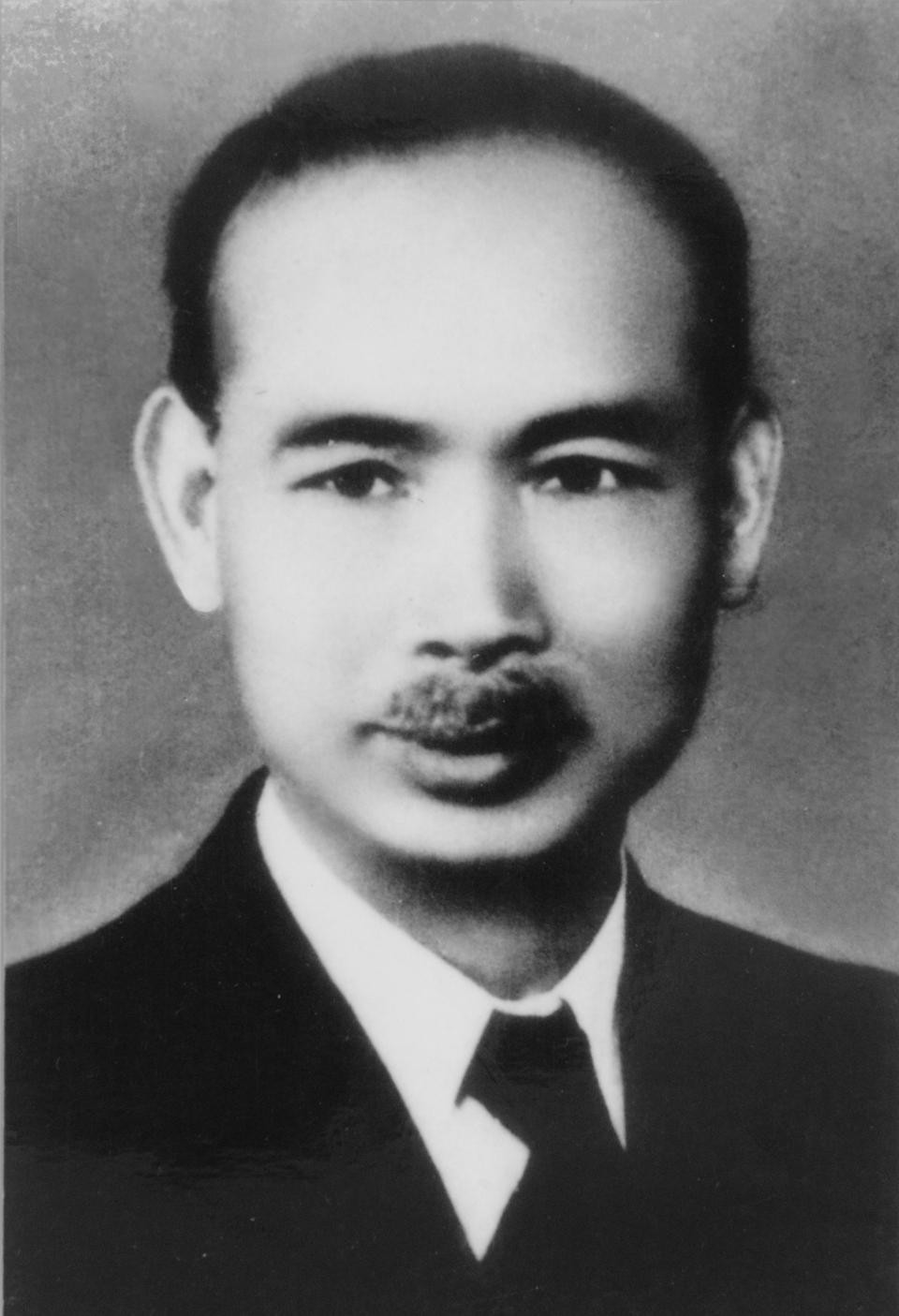
Nguyễn Đình Khánh

Lịch sử của làng nghề nhiếp ảnh Lai Xá được xem là bắt nguồn từ Nguyễn Đình Khánh, một người có dòng dõi vốn là nông thôn ở làng Lai Xá. Khi Nguyễn Đình Khánh mới 16 tuổi, ông ra trung tâm Hà Nội và làm phụ bếp nấu ăn cho một cửa hàng ảnh của người Hoa tên Du Trương trên phố Hàng Bồ. Ra Hà Nội làm giúp việc, nhưng Nguyễn Đình Khánh lại tỏ ra say mê với nhiếp ảnh. Nhận thấy lòng say nghề và khéo léo ở ông, chủ hiệu ảnh đã dạy nghề cho Khánh. Chỉ 2 năm sau, ông trở thành một tay nghề nhiếp ảnh đáng chú ý ở Hà Nội, thậm chí là nổi bật hơn cả người chủ. Ông cũng đã mở hiệu ảnh Khánh Ký tại phố Hàng Da. Với vốn kinh nghiệm của mình, thương hiệu Khánh Ký đã nhanh chóng nổi tiếng và là nơi đào tạo ra đội ngũ những người thợ ảnh đầu tiên của làng Lai Xá. Ông từng đến Pháp để kinh doanh hiệu ảnh và chụp ảnh Hồ Chí Minh trong nhiều năm.
Nghề nhiếp ảnh của Lai Xá còn gắn liền với Đặng Huy Trứ, là người đầu tiên du nhập nghề nhiếp ảnh vào Việt Nam. Cả ông và Nguyễn Đình Khánh đều là người làng Lai Xá nhưng Nguyễn Đình Khánh mới chính là ông tổ của làng nghề nhiếp ảnh.

### Phát triển
Sau Nguyễn Đình Khánh, người làng Lai Xá đã truyền nhau bí quyết làm nghề từ kỹ thuật chụp, rửa ảnh cho đến chỉnh ảnh thế. Năm 1892, nhiều nam thanh niên làng Lai theo nhau lên phố Hàng Da học nghề tại hiệu ảnh đầu tiên của Nguyễn Khánh Ký mở. Khi đã thạo nghề, ông còn bố trí cho việc làm kiếm ăn. Không ít học trò đã tự mở được hiệu ảnh làm riêng. Do đó về sau, dân làng đã đề nghị và được chấp thuận lấy năm 1892 là năm ra đời của Làng nghề Nhiếp ảnh Lai Xá. Những năm đầu thế kỷ 20, thợ ảnh Lai Xá đều dùng các máy ảnh gỗ chụp bằng phim kính của hãng Lumière nhập từ Pháp. Phim kính có kích cỡ từ 4x6 đến 18x24. Thời điểm này cũng chưa có công nghệ ảnh màu, khách hàng có nhu cầu làm ảnh màu thì thợ ngoài buồng sáng sẽ dùng bút lông, chấm vào nước sau đó chấm vào màu giấy (tờ giấy nhuộm màu) và tô lên ảnh.
Khoảng thập niên 40 và 50 của thế kỉ 20 được xem là thời kì hoàng kim trong sự phát triển của làng nghề Lai Xá. Có gần 2.000 người trong làng làm trong hơn 150 hiệu ảnh trong và ngoài Việt Nam. Riêng tại Hà Nội có 33 cửa hiệu, Sài Gòn có 34 cửa hiệu, Hải Phòng có 13 cửa hiệu. Tại nhiều tỉnh từ trong Nam, ngoài Bắc, hay miền núi đều có cửa hiệu ảnh người Lai Xá. Thậm chí, có giai đoạn theo thống kê, tới 80% số hiệu ảnh ở Sài Gòn là do người Lai Xá làm chủ. Không tính các hiệu ảnh của ông Nguyễn Đình Khánh (Khánh Ký) ban đầu, đã có khoảng 32 hiệu ảnh của người Lai Xá mở tại Sài Gòn từ thập niên 1930 – 1940. Và hiện vẫn còn hoạt động 9 hiệu ảnh thống kế được trong năm 2016.

### Thế kỷ 21
Đầu năm 2000, làng Lai Xá đã tổ chức một cuộc triển lãm mang tên “Làng nghề nhiếp ảnh truyền thống Lai Xá” trưng bày hàng trăm bức ảnh của các nghệ nhân làng. Triển lãm đã thu hút được hàng nghìn lượt khách đến tham quan, tìm hiểu, nhất là giới nhiếp ảnh trong cả Việt Nam. Đây là bước khởi đầu cho việc lập ra một Ban thường trực Hội làng nghề. Năm 2005, Triển lãm ảnh của làng Lai Xá được mở tại số 45 phố Tràng Tiền với hình ảnh lưu giữ lịch sử hơn trăm năm của làng nghề. Những người dân Lai Xá coi tài nhiếp ảnh của mình như là "gen", từ đời trước để lại. Tháng 8 năm 2010, làng nghề nhiếp ảnh Lai Xá được kết nạp vào Hiệp hội Làng nghề Việt Nam.
Người làng Lai Xá mở hiệu ảnh kinh doanh ở khắp mọi nơi, tên cửa hiệu của họ thường mang thêm chữ "Lai" hoặc chữ "Ký" như là sự ghi dấu về quê hương và vị tổ nghề của mình. Nơi đây có số lượng hội viên Hội Nghệ sĩ nhiếp ảnh Việt Nam nhiều hơn so với các làng khác. Cho dù vậy, việc theo kịp xu hướng vẫn là điều tất yếu. Nhiều người trẻ theo nghề của làng Lai Xá không chỉ kế thừa tiền bối đi khắp các vùng, miền chụp ảnh theo kinh nghiệm truyền thống mà còn tự khám phá và tham gia những khóa học ngắn hạn về xu hướng nhiếp ảnh hiện đại, đầu tư thiết bị, công nghệ mới, đáp ứng nhu cầu của xã hội hiện đại.

## Vấn đề mai một
Có trên 300 người thợ tỏa đi khắp nơi thủy chung với nghề, nhưng tại chính nơi khởi nguồn của nghề nhiếp ảnh Việt Nam, năm 1992 chỉ còn một ban nhỏ để lưu giữ những nét văn hóa của làng nghề truyền thống. Nghề nhiếp ảnh Lai Xá đứng trước những khó khăn không nhỏ. Đối diện với những thách thức đó, năm 2002, những người Lai Xá đã thành lập Câu lạc bộ Nghệ thuật nhiếp ảnh Nguyễn Đình Khánh, gồm 30 người.
Dù thế kỷ 21 đã có những thiết bị hiện đại để chụp ảnh thì một người đàn ông trong làng tên Đặng Văn Tích vẫn khẳng định: "Người Lai Xá vẫn có thể sửa những tấm ảnh cũ trở nên sắc nét và mọng ảnh, đẹp hơn rất nhiều những bức ảnh được xử lý qua kỹ thuật số". Đó không chỉ là bí quyết riêng của người làm nghề, mà là sản phẩm thủ công của người dân trong làng. Nghề nhiếp ảnh dịch vụ bùng phát một cách nhanh chóng cùng sự phát triển của công nghệ thông tin, nên nghề ảnh làng Lai Xá không còn thể đứng vững. Tới cuối thập niên 2000, người dân trong làng dù vẫn còn số đông làm nghề ảnh, nhưng duy trì kiểu gia truyền không còn đáng kể, các thế hệ cháu con đã chuyển sang làm nhiều nghề khác. Một người đàn ông làm nghề nhiếp ảnh đáng chú ý trong làng đã từng tham gia làm thầy ở hai lớp dạy nghề ảnh cho khoảng hơn 50 trẻ em trong làng, nhưng đã tỏ ra thất vọng bởi ông cho rằng "thế hệ trẻ bây giờ thiếu sự đam mê, chỉ học thực dụng cho biết rồi đi làm kiếm tiền". Dẫu vậy, một số trẻ em cho đến người cao tuổi trong làng, có nhiều người vẫn thành thạo công việc chụp ảnh.
Làng Lai Xá ngày trước còn nổi tiếng về nghề làm màn. Nghề làm màn đã thất truyền, nghề nhiếp ảnh vẫn còn nhưng không phát triển đáng kể. Những việc làm của các bậc cao niên, nghệ nhân trong làng chỉ đạt được mục đích là "khơi lại, giữ lại" quá khứ hoàng kim, gần như không thể làm làng nghề trở lại như xưa. Theo thống kê cuối năm 2022, tổng số lao động trong làng làm nghề chụp ảnh chiếm tới hơn 40%.

## Mở bảo tàng
Để lưu giữ những nét truyền thống của nghề nhiếp ảnh qua nhiều năm, người dân làng Lai Xá đã cùng nhau góp tiền xây dựng Bảo tàng Nhiếp ảnh Lai Xá. Bảo tàng được dự kiến khánh thành ngày 15 tháng 5 năm 2017 (là ngày giỗ ông tổ làng nghề Nguyễn Đình Khánh năm đó). Đây là lần đầu tiên ở Việt Nam, người dân một thôn làng tự nguyện quyên góp tiền để xây dựng bảo tàng nhiếp ảnh. Bảo tàng là một toà nhà ở giữa làng có không gian gần 300m2. Nơi đây tập trung kể câu chuyện về nghề nhiếp ảnh ở Lai Xá và và giải đáp những thắc mắc về cách làm thế nào ông tổ nghề ảnh của làng và những học trò của ông có thể làm cho làng trở thành một làng nghề, dân làng có thể kiếm sống được bằng nghề ảnh, cũng như việc họ đã xây dựng thương hiệu ảnh của mình như thế nào và những người Lai Xá đã đóng góp như thế nào vào sự phát triển văn hoá ảnh ở Việt Nam.

## Nhận định
Kỹ thuật chụp ảnh của nghệ nhân làng Lai Xá được nhận định là "khéo léo". Bí quyết pha thuốc hãm pha để đủ độ sáng cho ảnh do người xưa truyền dạy, các tay ảnh của Lai Xá có thể chụp nhiều cuộn phim trong điều kiện thời tiết không thuận lợi mà độ bắt sáng vẫn đều, đẹp. Theo báo Đảng Cộng Sản Việt Nam, hiệu ảnh của người Lai Xá còn thể hiện "đẳng cấp vượt trội" so với các hiệu ảnh khác ngày xưa khi có thể đảm nhận được tất cả các công đoạn như chụp, làm buồng tối, chấm sửa, đến in, phóng ảnh. Dù không phát triển như trước, cũng không nhộn nhịp và không mang những dấu hiệu đặc trưng riêng như những làng nghề hiện đại nhưng Lai Xá vẫn được xem là "độc đáo, trường tồn trong hàng ngàn làng nghề truyền thống ở Việt Nam." Báo Lao động cho rằng những bức ảnh được người thợ ở Lai Xá chụp luôn có "nét độc đáo riêng và mang giá trị của thời gian, cầu kỳ trong từng công đoạn."
Nhà thơ Tố Hữu trong một dịp tới thăm làng Lai Xá đã từng nhận xét: "Về mảnh đất này, gặp một em bé hay một cụ già râu trắng, chỉ cần đưa máy ảnh cho họ là đã có thể có ngay một tấm hình đẹp".

## Di sản
Làng nghề nhiếp ảnh Lai xá được xem là nơi khởi nguồn của nhiếp ảnh Việt Nam. Ước tính vào năm 2009, có tới 60 – 70% thợ ảnh Việt Nam xuất xứ từ làng Lai Xá. Dù làm việc và sinh sống trên mọi miền đất nước, nhưng ngày 15 tháng 2 âm lịch hàng năm, họ lại tụ về quê để rước Thành hoàng làng và vào ngày 20 tháng 4 âm lịch hàng năm, họ lại tổ chức giỗ ông tổ nghề ảnh Nguyễn Đình Khánh. Với bề dày lịch sử hơn 125 năm, người dân làng Lai Xá đã phát huy được nét độc đáo nghệ thuật nhiếp ảnh Việt Nam. Theo báo VOV, nghệ thuật nhiếp ảnh làng Lai Xá đã "vươn tới đỉnh cao của nghệ thuật nhiếp ảnh Việt Nam, là niềm tự bào của người dân làng Lai Xá". Việc khánh thành và đưa vào hoạt động Bảo tàng Nhiếp ảnh Lai Xá cùng với một số bảo tàng trưng bày nhiếp ảnh khác ở trên địa bàn làng Lai Xá, làng nghề nhiếp ảnh Lai Xá được "hứa hẹn" trở thành một điểm du lịch mới đối với du khách trong và ngoài Việt Nam.

### Vinh danh
Ngày 9 tháng 7 năm 2003, Uỷ ban nhân dân tỉnh Hà Tây ra quyết định công nhận làng nghề nhiếp ảnh truyền thống thôn Lai Xá đạt danh hiệu “Làng nghề công nghiệp – tiểu thủ công nghiệp” của tỉnh. Cũng trong năm đó, Làng nghề Lai Xá được Nhà nước Việt Nam trao tặng nhận danh hiệu làng nghề truyền thống, và là làng nghề nhiếp ảnh truyền thống duy nhất ở Việt Nam. Năm 2020, một cuốn sách mang tên "Có một làng nghề nhiếp ảnh" đã được công bố nhằm giới thiệu về truyền thống nhiếp ảnh của làng Lai Xá.
Năm 2021, một chuỗi các hoạt động của nghệ sĩ Việt Nam và quốc tế sẽ giới thiệu những cách tiếp cận khác biệt trong sáng tạo nhiếp ảnh. Trong khuôn khổ hoạt động, Giám đốc Viện Pháp tại Hà Nội Thierry Vergon cho biết sẽ có hoạt động tìm hiểu làng nghề nhiếp ảnh Lai Xá, khóa học in ảnh và làm ấn phẩm nhỏ từ ảnh. Sáng ngày 20 tháng 5 năm 2022, làng Lai Xá đã tổ chức lễ kỷ niệm 130 năm Làng nghề nhiếp ảnh. Tới dự có đại diện Hội Nghệ sĩ Nhiếp ảnh Việt Nam và nhiều hội nhiếp ảnh các tỉnh, thành…